# Neuwaldegg (zámek)
Zámek Neuwaldegg je barokní zámecká stavba obklopená zahradou a anglickým parkem s drobnými stavbami, na adrese Waldegghofgasse 3–5, v 17. vídeňském obvodu Hernals.

## Historie

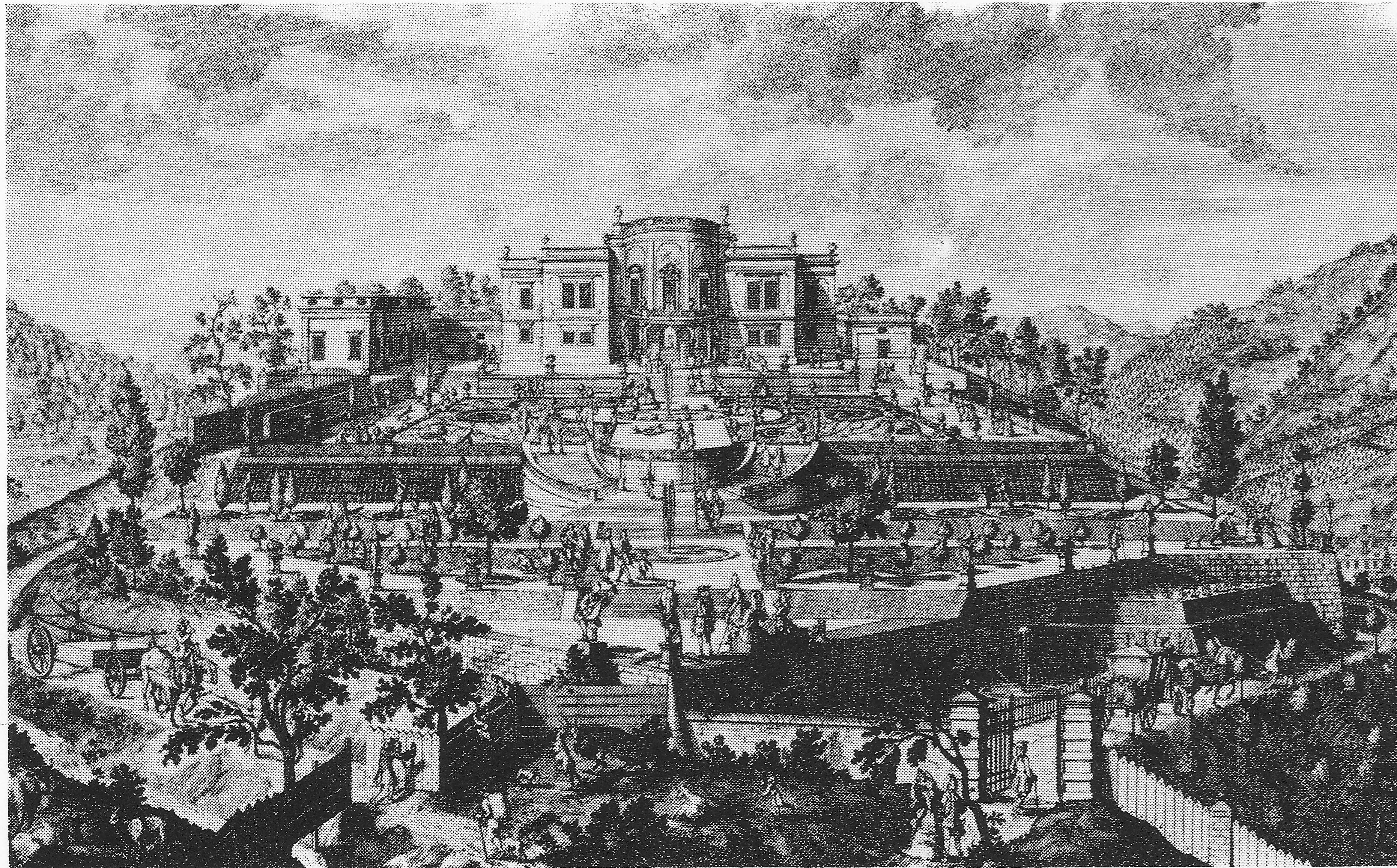
Původní situace zámku s terasovou zahradou z roku 1719, rytina Johanna Adama Delsenbacha

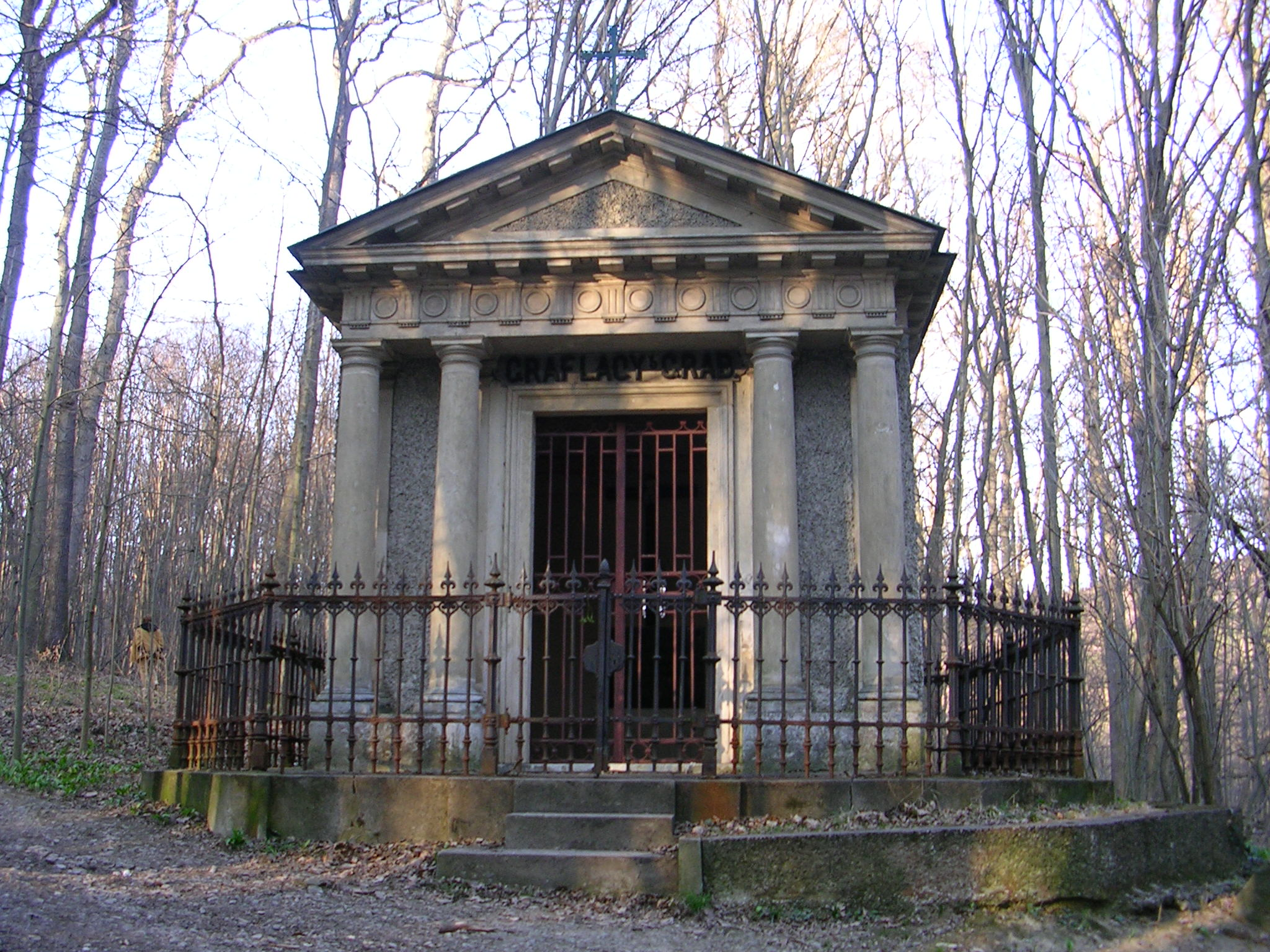
Hrobka Františka Mořice de Lacy

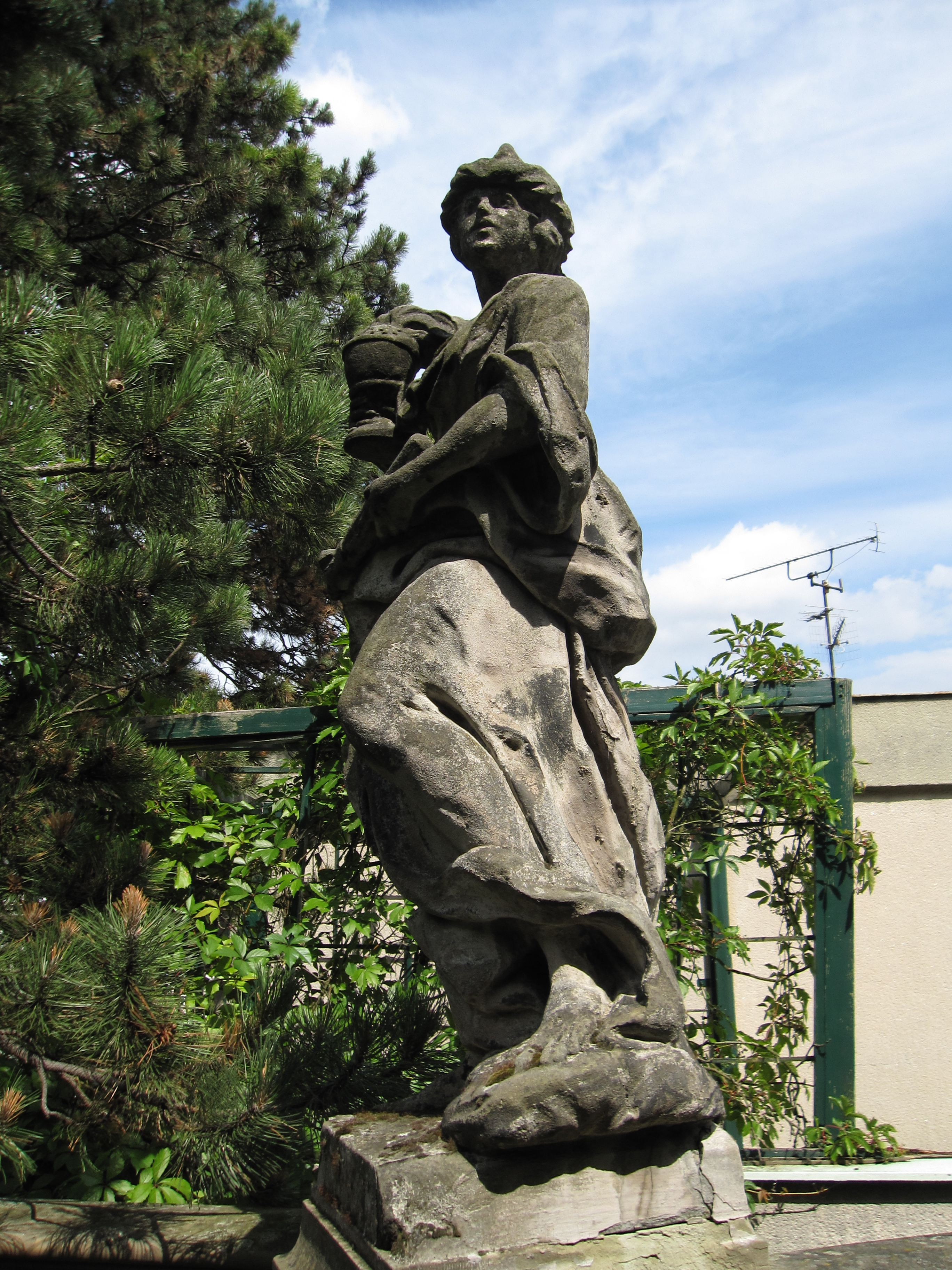
Alegorická socha v parku

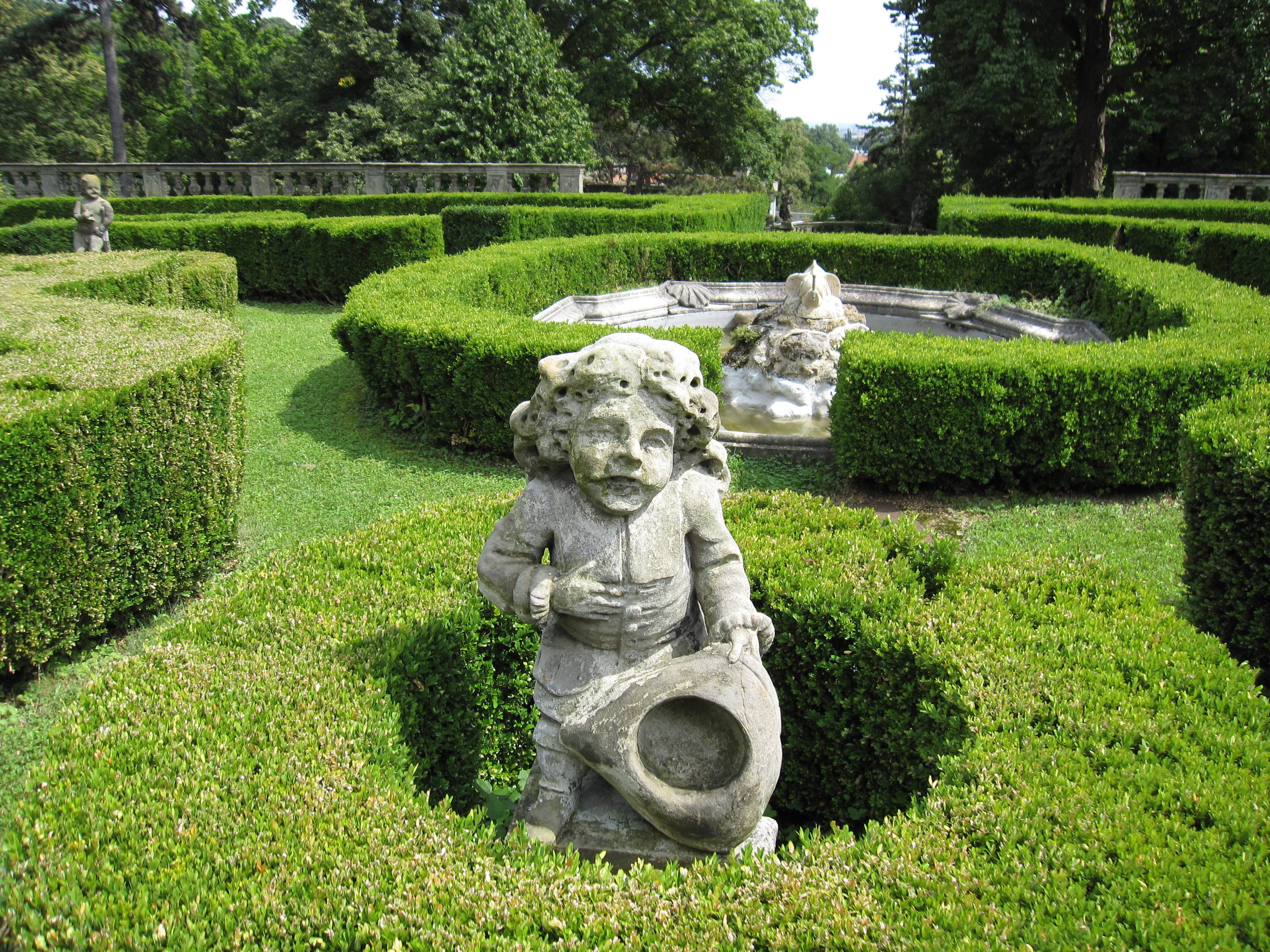
Trpaslík z dílny M.B. Brauna

Lokalita Neuwaldegg je poprvé písemně doložena v roce 1535 jako dvůr vídeňského radního, šlechtice Stefana Aglera. Jeho stavby byly zničeny při druhém tureckém obléhání Vídně v roce 1683.
Zámek byl postaven v letech 1692 až 1697 a navrhl jej pravděpodobně architekt Johann Bernard Fischer z Erlachu pro vídeňského dvorního úředníka, hraběte Theodora von Strattmanna († 1693). Zámek obklopovala barokní zahrada na několika terasách, a proto se původně nazýval Strattmannův zahradní palác. V zahradě se dochovaly kamenné sochy a vázy různého původu: antikizující Arés Ludovisi, Odpočívající Mars, Umírající Gal a Šermíř Borghese od Johanna Martina Fischera z roku 1774 a další rokokové alegorické sochy. Putti a trpaslíci pocházejí z dílny Matyáše Bernarda Brauna z doby kolem roku 1719 a byly přivezeny ze zámecké zahrady Schwarzenberků v Cítolibech.
V roce 1765 zámek v dražbě zakoupil hrabě František Mořic Lacy (1725–1801), polní maršál císařovny Marie Terezie a rádce císaře Josefa II. Do roku 1801 postupně likvidoval terasy zahrady, zrušil její geometrický rozvrh výsadbou dřevin anglického parku s můstky, jezírky, obelisky a chrámky a rozšířil jeho areál od Dornbachtalu k Vídeňskému lesu až po současné hranice města Vídně. Hrabě Lacy si po vzoru idylické vesničky Marie Antoinetty ve Versailles dal zbudovat takzvaný holandský venkovský dvůr Hameau se 16 dřevěnými domky, jeho obyvatelé se zabývali chovem ovcí. Jeden domek se dochoval. V té době měl Lacy první anglický park v Rakousku a patřil údajně k největším a nejkrásnějším v zemi.
Hrobku  ve tvaru klasicistního chrámku, nazvanou Moritzruhe si dal hrabě Lacy postavit v parku. Kromě něj je tam pohřben jeho synovec, hrabě Georg von Browne, možná i další osoby (Ferdinand Runk (?)). Mramorová pamětní deska připomíná věznění dalmatských zajatců 22. regimentu za první světové války.
Schwarzenberkové z českokrumlovské rodiny získali zámek a park v roce 1801 a využívali jej především jako příležitostný lovecký objekt při honitbách. Byla vysazena Schwarzenberská alej a vnitřní zařízení odstěhováno do zámku v Českém Krumlově. Dochovaly se rokokové malby a štukatury oválného sálu. Terezie Schwarzenberková, rozená z Trauttmansdorffu-Weinsbergu (1870–1945) dala kolem roku 1890 upravit palácovou zahradu do dnešní novobarokní podoby.
V roce 1951 se palác stal majetkem vídeňské arcidiecéze. Do 60. let byl sídlem její lesní správy. V letech 1978–1986 byl interiér upraven jako vzdělávací a ubytovací centrum. V roce 1985 park koupilo město Vídeň a zpřístupnilo jej veřejnosti. V roce 2002 převzala zámek soukromá vzdělávací nadace pro střední a východní Evropu. V letech 2010 až 2016 byl zámek sídlem konzervatoře Franze Schuberta, od níž jej zakoupil soukromý investor.
Park a palác jsou součástí památkové rezervace Hernals - Wienerwald.